# Das Ende der Nacht (1978)
Das Ende der Nacht ist ein französisch-belgisches Filmdrama von Yannick Bellon aus dem Jahr 1978.

## Handlung
Nicole ist 25 Jahre alt und arbeitet als Krankenschwester in einem Krankenhaus in Grenoble. Ihr Freund Jacques ist bei der Armee, weswegen sich beide nur unregelmäßig sehen. Viel Zeit verbringt Nicole stattdessen bei ihrer besten Freundin Catherine und ihrem Mann Julien sowie auf Arbeit, zumal sie wegen Hausbesuchen regelmäßig mit ihrem Rad unterwegs ist. Es ist Anfang Juli. Nach einem Essen bei Catherine und Julien ist Nicole auf dem Heimweg und kauft in einem Tabac Zigaretten. Dabei wird sie von vier betrunkenen jungen Männern bemerkt, die ihr in einem Kleintransporter folgen. Kurz nach einer Kleinstadt drängen die Männer sie von der Straße ab und verschleppen sie in ein Waldstück. Sie zwingen sie, sich zu entkleiden, und vergewaltigen sie anschließend. Nachts bringen sie sie zur Unfallstelle zurück und lassen sie im Graben liegen. Autofahrer finden Nicole, die reglos liegenbleibt, und bringen sie auf ihren Wunsch hin zu einem Kollegen aus dem Krankenhaus. Er verarztet sie und verspricht ihr, niemandem etwas von der Vergewaltigung zu erzählen. Vor ihrer Mutter behauptet Nicole, einen Motorradunfall gehabt zu haben, berichtet Catherine jedoch die Wahrheit.
Nach einer Weile darf Nicole das Krankenhaus verlassen. Nun erfährt auch Jacques, was vorgefallen ist. Er reagiert wütend, macht ihr Vorwürfe, dass sie abends allein auf der Straße unterwegs gewesen sei, zieht für sich jedoch das Resümee, dass sich für sie als Paar nichts geändert habe – ein Standpunkt, dem Nicole widerspricht. In den folgenden Wochen hat Nicole mit den psychischen Folgen der Vergewaltigung zu kämpfen: Sie reagiert mit Ekel auf Flirts von Patienten, ist kaum in der Lage, öffentliche Verkehrsmittel zu benutzen, und fühlt sich unattraktiv. Trost findet sie in dieser Zeit bei Catherine. Als sie schließlich ihrer Mutter die Wahrheit erzählt, reagiert diese nur hilfslos. Catherine wiederum rät Nicole, Anzeige gegen Unbekannt zu erstatten, doch will Nicole das Geschehene lieber vergessen.
Es ist bereits Herbst, als Nicole bei einem Hausbesuch auf einem Foto einen der Täter wiedererkennt: Patrick arbeitet als Kfz-Mechaniker, ist verheiratet und hat zwei Kinder. Zwar glaubt Nicole, dass es nun für eine Anzeige zu spät sei, doch ermutigt Catherine sie, zur Polizei zu gehen. Jacques wiederum stellt sich gegen Nicoles Plan einer Anzeige, so glaubt er, dass sie vor Gericht nicht Recht bekommen werde. Einen Alternativvorschlag, wie sie das Geschehene bewältigen könnte, hat er nicht. Catherine vermittelt Nicole eine Anwältin, die ihr klarmacht, dass die Verhandlung für sie wahrscheinlich psychisch nur schwer zu ertragen sei und sie sich darauf gefasst machen müsse, teilweise selbst wie eine Schuldige behandelt zu werden. Nicole ist sich ihrer Sache jedoch sicher, auch wenn selbst ihre Mutter sich gegen sie stellt, sei Nicole doch nicht die erste und werde nicht die letzte sein, der derartiges Unrecht geschieht. Nicole erstattet bei der Polizei Anzeige. Patrick wird festgenommen und bald können nach seiner Aussage die drei weiteren Täter gestellt werden: Zeitungsausträger Daniel, Händlerssohn Jean-Louis und Kneipenbesitzer René. Nicole ist unterdessen mit Jacques im Urlaub in den Bergen und gesteht ihm, dass sie Klage eingereicht habe. Jacques ist außer sich und trennt sich von ihr.
Die Gespräche mit der Richterin sind für Nicole schwer ertragbar, suggerieren ihre Fragen doch eine Mitschuld Nicoles, so habe sie die Tat möglicherweise gebilligt, weil sie rund sechs Monate bis zur Anzeige gebraucht habe. Nicole weist jegliche Einwilligung zurück. Die Männer wiederum geben zu, an dem Nachmittag getrunken zu haben, behaupten jedoch, die ganze Sache sei nur ein Scherz gewesen. Kurz nach der ersten Vernehmung wird Nicole sowohl von Patricks Ehefrau als auch von Jean-Louis’ Eltern aufgesucht. Sie wollen, dass sie die Klage zurückzieht, doch Nicole weigert sich. Die Reaktion sind Vorwürfe und Verharmlosungen der Tat. Die Verhandlung wird fortgesetzt. Unter Polizeibewachung fahren Nicole, ihre Anwältin, die Richterin und die Angeklagten in das Waldstück, in dem die Vergewaltigung stattfand. Vor Ort wird das Geschehen nachgestellt und die vorher so selbstbewussten Männer haben bald keine Worte der Erklärung mehr. Jacques hat unterdessen über sich und seine Beziehung nachgedacht. Er will zu Nicole zurückkehren und sucht sie so lange, bis er sie bei der Tatortbegehung findet. Während die vier Täter abgeführt werden, geht Jacques zu Nicole, die ihn in ihre Arme schließt.

## Produktion
Das Ende der Nacht wurde im Département Isère gedreht, so dienten Grenoble, Fontaine, Saint-Martin-le-Vinoux und Seyssinet-Pariset als Schauplätze der Handlung. Der Film kam am 11. Januar 1978 in die französischen Kinos und lief am 5. September 1980 auch in den deutschen Kinos an.
Bei dem mehrfach im Film zu hörenden Lied handelt es sich um Jamais plus toujours von Aram, dessen Text von Yannick Bellon stammt.

## Kritik
Der film-dienst nannte Das Ende der Nacht einen „ernstzunehmende[n] Versuch einer Auseinandersetzung mit dem Problem, das der Film in den traditionellen Rollenbildern von Mann und Frau angelegt sieht“. Obwohl der Film „wichtige Erkenntnisse einsichtig vermittelt“, sei die Inszenierung stellenweise „ein wenig zu glatt und konstruiert“. Die Zeit schrieb, dass es der Regisseurin gelinge, „die Ängste und seelischen Verletzungen erfahrbar und den Frauen Mut zu machen, die Scham zu überwinden und nicht länger zu schweigen, wenn sie zu Betroffenen werden.“ Da Yannick Bellon jedoch „möglichst keinen Aspekt auslassen will, wirkt die Handlung zuweilen stark konstruiert und wird, vor allem in der zweiten Hälfte, unnötig ausgedehnt“, doch sei der Film realistischer als der ebenfalls 1980 mit gleicher Thematik in die deutschen Kinos gekommene Der Schrei aus der Stille, der als Täter am Ende einen Psychopathen präsentierte.